# 元仓站
元倉站（：／ Wonchang yeok */?）是位于韩国全罗南道顺天市別良面的一座鐵路站，属于庆全线。

## 历史
- 1930年12月25日 - 落成使用[1]。

## 相鄰車站
韓國鐵道公社
慶全線
順天－元倉－九龍